# 李巽 (明朝)
李巽（1425年—？），字用經，順天府宛平縣人，官籍，明朝政治人物。進士出身。

## 生平
順天府鄉試第八十二名。景泰五年（1454年）甲戌科會試第三百十名，殿試登進士第三甲第七十七名。天順八年八月由嘉兴府推官升太平府知府。

## 家族
曾祖父李師曾，贈禮部左侍郎。祖父李嘉，曾任禮部左侍郎。父亲李直。

## 延伸阅读
[在维基数据编辑]
 《新唐書·卷149》，出自《新唐書》